# 染和田村
染和田村（そめわだむら）は茨城県久慈郡にかつて存在した村である。

## 地理
旧水府村、現在の常陸太田市の中部に位置する。村域は阿武隈高地の一部に位置し山がちな地形が多い。

## 歴史
村名は西染村・中染村・東染村の染、和久村の和、町田村の田を組み合わせて染和田村となった。

### 村域の変遷
- 1889年（明治22年）4月1日 - 町村制施行により、和久村・町田村・西染村・中染村・東染村が合併し久慈郡染和田村が発足。
- 1955年（昭和30年）3月1日 - 染和田村は山田村・河内村の一部（西河内上）ととも合併し水府村が発足。染和田村は消滅。

変遷表
| 1868年 以前 | 1868年 以前 | 明治22年 4月1日 | 昭和30年 3月1日 | 平成16年 12月1日  | 現在       |
| ----------- | ----------- | --------------- | --------------- | ----------------- | ---------- |
|             | 和久村      | 染和田村        | 水府村          | 常陸太田市 に編入 | 常陸太田市 |
|             | 町田村      | 染和田村        | 水府村          | 常陸太田市 に編入 | 常陸太田市 |
|             | 西染村      | 染和田村        | 水府村          | 常陸太田市 に編入 | 常陸太田市 |
|             | 中染村      | 染和田村        | 水府村          | 常陸太田市 に編入 | 常陸太田市 |
|             | 東染村      | 染和田村        | 水府村          | 常陸太田市 に編入 | 常陸太田市 |

## 人口・世帯

### 人口
総数 [単位： 人]
| 1891年（明治24年） | 2,934 |
| 1920年（大正 9年） | 3,363 |
| 1935年（昭和10年） | 3,459 |
| 1950年（昭和25年） | 3,901 |

### 世帯
総数 [単位： 世帯]
| 1920年（大正 9年） | 725 |
| 1935年（昭和10年） | 647 |
| 1950年（昭和25年） | 721 |